# Cedric Gibbons

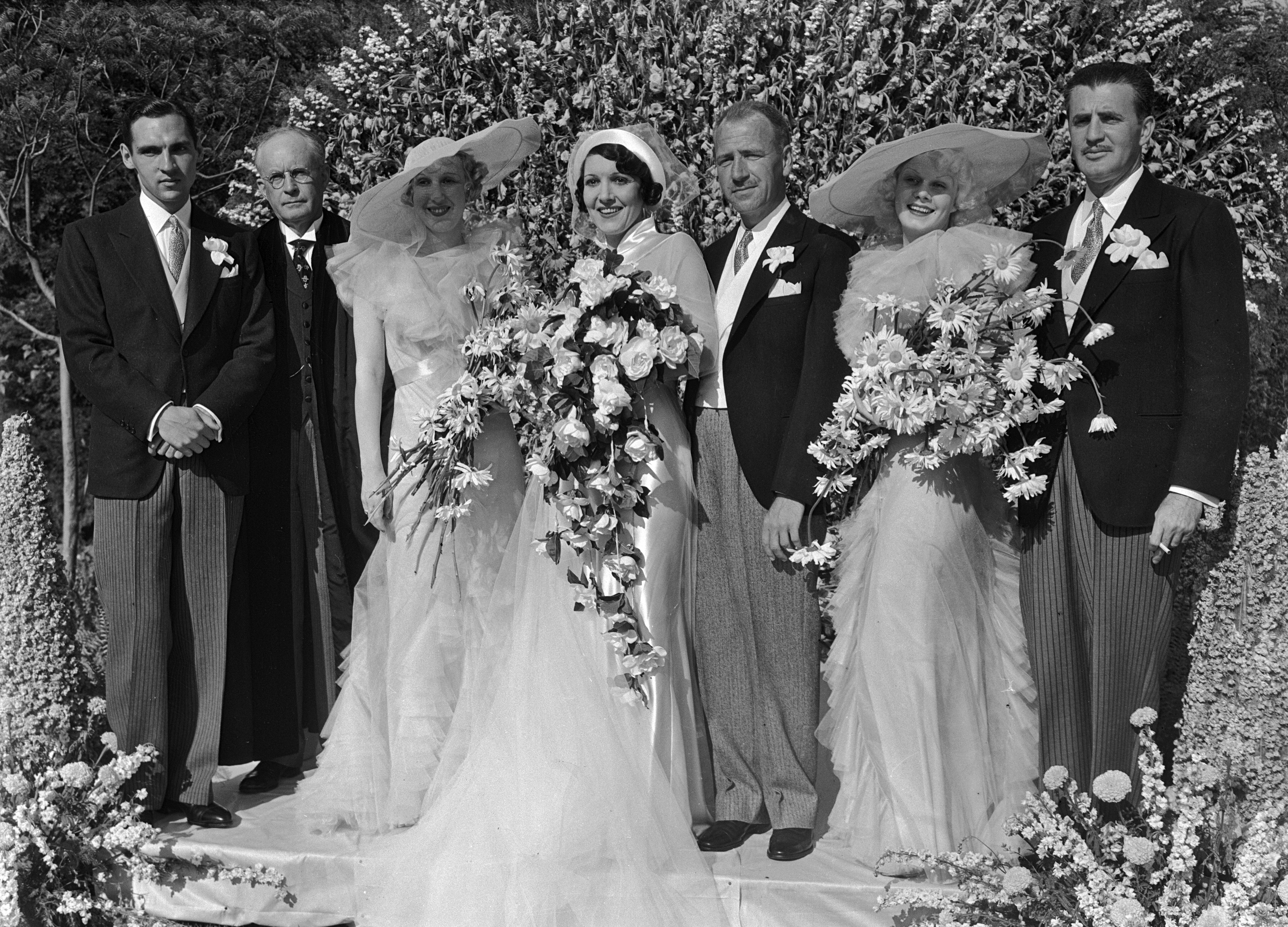
Cedric Gibbons (rechts) neben Jean Harlow auf der Hochzeit von Carmelita Geraghty und Carey Wilson (1934)

Austin Cedric Gibbons (* 23. März 1893 in Dublin, Irland; † 26. Juli 1960 in Hollywood, Los Angeles) war einer der bekanntesten US-amerikanischen Art Directors. Als Gründungsmitglied der Academy of Motion Picture Arts and Sciences entwarf er die Oscarskulptur. Er wurde zwischen 1929 und 1956 insgesamt elfmal mit diesem Preis ausgezeichnet.

## Karriere
Cedric Gibbons studierte Architektur an der New York’s Art Students League und arbeitete anschließend bei seinem Vater, der ebenfalls Architekt war. 1915 begann er als Assistent von Hugo Ballin bei den Edison-Studios seine Filmkarriere als Art Director. 1918 wechselte er zu Metro, die 1924 mit zwei weiteren Studios zu MGM verschmolzen. Er blieb bis zu seinem Karriereende bei MGM und wurde dort zu einem der bedeutendsten Szenenbildner der gesamten Filmindustrie.
1924 wurde er leitender Art Director des Studios, eine Position, die er 32 Jahre lang behielt. In dieser Zeit war er an über 1500 MGM-Filmen beteiligt. Sein Vertrag sagte ihm zu, in jedem Film als leitender Art Director angegeben zu werden, ungeachtet dessen wie groß seine Beteiligung am Film war. Im Laufe der Jahre war er maßgeblich für den MGM-Look mit opulenten Dekorationen verantwortlich. Bei Kostümfilmen kamen dabei oftmals originale Einrichtungsstücke der jeweiligen Epochen zum Einsatz. 1934 führte Gibbons bei dem Abenteuerfilm Tarzans Vergeltung auch Regie.
Sein Bruder Eliot Gibbons war Drehbuchautor und dessen Frau Irene war nach dem Weggang von Gilbert Adrian Chefin der Kostümabteilung von MGM. Cedric Gibbons war in erster Ehe mit der mexikanischen Schauspielerin Dolores del Río verheiratet. Seine zweite Ehefrau Hazel Brooks war ebenfalls Schauspielerin.

## Filmografie (Auswahl)
- 1923: Gier (Greed)
- 1923: Der Markt der Seelen (Souls for Sale)
- 1924: Liebesurlaub einer Königin (Three Weeks)
- 1924: Wer war der Vater? (Name the Man)
- 1924: Die Frau, die die Männer bezaubert (Circe, the Enchantress)
- 1924: Der Ehe ewiges Einerlei (So This Is Marriage?)
- 1924: Der lachende Kavalier (His Hour)
- 1925: Der Bandit (The Great Divide)
- 1925: Ben Hur
- 1925: Die Tänzerin von Moulin-Rouge (The Masked Bride)
- 1925: Ein König im Exil (Confessions of a Queen)
- 1925: Die unheimlichen Drei (The Unholy Three)
- 1925: Frauen und Pferde (The Way of a Girl)
- 1925: Zwei Personen suchen einen Pastor (Excuse Me)
- 1926: Dämon Weib (The Temptress)
- 1926: Es war (Flesh and the Devil)
- 1926: Des Teufels Zirkus (The Devil’s Circus)
- 1926: Der scharlachrote Buchstabe (The Scarlet Letter)
- 1926: Der Rabe von London (The Blackbird)
- 1926: Mimi (La Bohème)
- 1926: Brand im Osten (Tell It to the Marines)
- 1926: Galgenhochzeit (Bardelys the Magnificent)
- 1926: Der verheiratete Junggeselle (Dance Madness)
- 1926: Alarm (The Fire Brigade)
- 1927: Herr Wu (Mr. Wu)
- 1927: Am Teetisch (Tea for Three)
- 1927: Nur nicht locker lassen (The Demi-Bride)
- 1927: Der Herzschlag der Welt (The Enemy)
- 1927: Jackie, der Schiffsjunge (Buttons)
- 1927: Im stillen Gässchen (Quality Street)
- 1927: Mann-Weib-Sünde (Man, Woman and Sin)
- 1927: Der Held von Fort Runson (The Bugle Call)
- 1927: Die blonde Kollegin (The Fair Co-Ed)
- 1928: Eine schamlose Frau (A Woman of Affairs)
- 1928: Wilde Orchideen (Wild Orchids)
- 1928: Die goldene Hölle (The Trail of ’98)
- 1928: Zwischen Frisco und der Mandschurei (Telling the World)
- 1928: Die Masken des Erwin Reiner (The Masks of the Devil)
- 1928: Die Komödiantin (The Actress)
- 1928: Wenn die Großstadt schläft (While the City Sleeps)
- 1929: Goldjäger in Kalifornien (Tide of Empire)
- 1929: Die Brücke von San Luis Rey (The Bridge of San Luis Rey)
- 1929: Lokomotive 2329 (Thunder)
- 1929: Der jüngste Leutnant (Devil-May-Care)
- 1930: Anna Christie
- 1930: Buster rutscht ins Filmland (Free and Easy)
- 1930: Der brave Soldat Elmer (Doughboys)
- 1930: Jenseits des Lebens (Redemption)
- 1930: Madam Satan
- 1931: Alles für dein Glück (Possessed)
- 1931: Mata Hari
- 1931: Buster hat nichts zu lachen (Sidewalks of New York)
- 1931: Wolkenstürmer (Hell Divers)
- 1932: Wer andern keine Liebe gönnt (The Passionate Plumber)
- 1932: Der schöne Karl (Downstairs)
- 1932: Tarzan, der Affenmensch (Tarzan the Ape Man)
- 1932: Menschen im Hotel (Grand Hotel)
- 1932: Feuerkopf (Red-Headed Woman)
- 1932: Dschungel im Sturm (Red Dust)
- 1932: Die Maske des Fu-Manchu (The Mask of Fu Manchu)
- 1932: Der Theaterprofessor (Speak Easily)
- 1932: Zahlungsaufschub (Payment Deferred)
- 1932: Frechheit siegt (Fast Life)
- 1932: Flirt (Huddle)
- 1933: Liebeslied der Wüste (The Barbarian)
- 1933: Die Hölle aus Stahl (Hell Below)
- 1933: Bier her! (What! No Beer?)
- 1933: When Ladies Meet
- 1933: Today We Live
- 1933: Ein Mann geht seinen Weg (Looking Forward)
- 1934: Der dünne Mann (The Thin Man)
- 1934: Die lustige Witwe (The Merry Widow)
- 1934: Der bunte Schleier (The Painted Veil)
- 1934: Ich kämpfe für dich (Evelyn Prentice)
- 1935: Nach Büroschluss (After Office Hours)
- 1935: Abenteuer im Gelben Meer (China Seas)
- 1935: Anna Karenina
- 1935: Meuterei auf der Bounty (Mutiny on the Bounty)
- 1935: Der elektrische Stuhl (The Murder Man)
- 1935: Skandal in der Oper (A Night at the Opera)
- 1935: Spione küßt man nicht (Rendezvous)
- 1935: Helden von heute (West Point of the Air)
- 1935: Der Polizeibericht meldet … (Woman Wanted)
- 1935: Ein Arzt für alle Fälle (Society Doctor)
- 1935: Das Rätsel von Zimmer 309 (One New York Night)
- 1935: Blutige Perlen (Whipsaw)
- 1936: Seine Sekretärin (Wife vs. Secretary)
- 1936: Der große Ziegfeld (The Great Ziegfeld)
- 1936: San Francisco
- 1936: Romeo und Julia (Romeo and Juliet)
- 1936: Die Kameliendame (Camille)
- 1937: Die gute Erde (The Good Earth)
- 1937: Maria Walewska (Conquest)
- 1938: Mannequin
- 1938: Rich Man, Poor Girl
- 1938: Love Finds Andy Hardy
- 1938: Of Human Hearts
- 1938: Marie-Antoinette (Marie Antoinette)
- 1939: Das zauberhafte Land (The Wizard of Oz)
- 1939: Die Frauen (The Women)
- 1939: Ninotschka (Ninotchka)
- 1939: Die Abenteuer des Huckleberry Finn (The Adventures of Huckleberry Finn)
- 1940: Rendezvous nach Ladenschluß (The Shop Around the Corner)
- 1940: Broadway Melodie 1940 (Broadway Melody of 1940)
- 1940: Stolz und Vorurteil (Pride and Prejudice)
- 1940: Die Nacht vor der Hochzeit (The Philadelphia Story)
- 1940: Comrade X
- 1940: Bitter Sweet
- 1941: Die Frau mit der Narbe (A Woman’s Face)
- 1941: Blüten im Staub (Blossoms in the Dust)
- 1941: When Ladies Meet
- 1942: Die Frau, von der man spricht (Woman of the Year)
- 1942: Mrs. Miniver
- 1942: Gefundene Jahre (Random Harvest)
- 1943: Thousands Cheer
- 1943: Heimweh (Lassie Come Home)
- 1943: Madame Curie
- 1943: Kampf in den Wolken (A Guy Named Joe)
- 1944: The White Cliffs of Dover
- 1944: Das Haus der Lady Alquist (Gaslight)
- 1944: Das Gespenst von Canterville (The Canterville Ghost)
- 1944: Tagebuch einer Frau (Mrs. Parkington)
- 1944: Kleines Mädchen, großes Herz (National Velvet)
- 1945: Broadway Melodie 1950 (Ziegfeld Follies)
- 1945: Yolanda und der Dieb (Yolanda and the Thief)
- 1945: Die Entscheidung (The Valley of Decision)
- 1945: Weekend im Waldorf (Week-End at the Waldorf)
- 1945: Mann ohne Herz (Adventure)
- 1946: Im Netz der Leidenschaften (The Postman Always Rings Twice)
- 1946: Bis die Wolken vorüberzieh’n (Till the Clouds Roll By)
- 1946: Der unbekannte Geliebte (Undercurrent)
- 1946: Die Wildnis ruft (The Yearling)
- 1946: Ball in der Botschaft (Holiday in Mexico)
- 1946: Geheimnis des Herzens (The Secret Heart)
- 1946: Eine Falle für den Banditen (Bad Bascomb)
- 1947: Anklage: Mord (High Wall)
- 1947: Endlos ist die Prärie (The Sea of Grass)
- 1947: Good News
- 1947: Liebe auf den zweiten Blick (Living in a Big Way)
- 1947: Bezaubernde Lippen (This Time for Keeps)
- 1947: Hoppla, hier kommt Merton! (Merton of the Movies)
- 1947: Ihre beiden Verehrer (It Happened in Brooklyn)
- 1947: Tanz ohne Ende (The Unfinished Dance)
- 1947: Killer McCoy
- 1948: Die drei Musketiere (The Three Musketeers)
- 1948: Liebe an Bord (Luxury Liner)
- 1948: Auf einer Insel mit dir (On an Island with You)
- 1948: B.F.’s Daughter
- 1948: Der Superspion (A Southern Yankee)
- 1948: Dr. Johnsons Heimkehr (Homecoming)
- 1948: Ein Bandit zum Küssen (The Kissing Bandit)
- 1949: Kleine tapfere Jo (Little Women)
- 1949: Neptuns Tochter (Neptune’s Daughter)
- 1949: The Stratton Story
- 1949: Verlorenes Spiel (East Side, West Side)
- 1949: Hoher Einsatz (Any Number Can Play)
- 1949: Kuß um Mitternacht (That Midnight Kiss)
- 1949: Spiel zu dritt (Take Me Out to the Ball Game)
- 1949: Sumpf des Verbrechens (Scene of the Crime)
- 1949: Frauen um Dr. Corday (The Doctor and the Girl)
- 1950: Drohende Schatten (Shadow on the Wall)
- 1950: Asphalt-Dschungel (The Asphalt Jungle)
- 1950: Der Vater der Braut (Father of the Bride)
- 1950: König Salomons Diamanten (King Solomon’s Mines)
- 1950: Duell in der Manege (Annie Get Your Gun)
- 1950: Nancy geht nach Rio (Nancy Goes to Rio)
- 1950: Ein charmanter Flegel (Key to the City)
- 1950: Der Unglücksrabe (The Yellow Cab Man)
- 1950: Einmal eine Dame sein (Two Weeks with Love)
- 1950: Der einsame Champion (Right Cross)
- 1950: Tod im Nacken (To Please a Lady)
- 1950: Brustbild, bitte! (Watch the Birdie)
- 1950: Wilde Jahre in Lawrenceville (The Happy Years)
- 1950: Blutiger Staub (The Outriders)
- 1950: Liebeslied auf Tahiti (Pagan Love Song)
- 1950: Mein Leben gehört mir (A Life of Her Own)
- 1951: Zu jung zum Küssen (Too Young to Kiss)
- 1951: Königliche Hochzeit (Royal Wedding)
- 1951: Hübsch, jung und verliebt (Rich, Young and Pretty)
- 1951: Ein Amerikaner in Paris (An American in Paris)
- 1951: Quo vadis? (Quo Vadis)
- 1951: Grund zur Aufregung (Cause for Alarm!)
- 1951: Drei auf Abenteuer (Soldiers Three)
- 1951: Kind Lady
- 1951: Von Gier besessen (Inside Straight)
- 1951: Anwalt des Verbrechens (The Unknown Man)
- 1951: Der Mordprozeß O’Hara (The People Against O’Hara)
- 1951: Der Cowboy, den es zweimal gab (Callaway Went Thataway)
- 1951: Karneval in Texas (Texas Carnival)
- 1951: Begegnung in Tunis (The Light Touch)
- 1951: Der Mann in Schwarz (The Man with a Cloak)
- 1952: Mann gegen Mann (Lone Star)
- 1952: Du sollst mein Glücksstern sein (Singin’ in the Rain)
- 1952: Im Schatten der Krone (The Prisoner of Zenda)
- 1952: Männer machen Mode (Lovely to Look At)
- 1952: Die goldene Nixe (Million Dollar Mermaid)
- 1952: Stadt der Illusionen (The Bad and the Beautiful)
- 1952: Die letzte Entscheidung (Above and Beyond)
- 1952: Nur dies eine Mal (Just This Once)
- 1952: Mädels ahoi (Skirts Ahoy!)
- 1952: Die Schönste von New York (The Belle of New York)
- 1952: Frau in Weiß (The Girl in White)
- 1952: Stärker als Ketten (Carbine Williams)
- 1952: Verkauft und verraten (The Sellout)
- 1952: Abenteuer in Rom (When in Rome)
- 1952: Geborgtes Glück (Invitation)
- 1953: War es die große Liebe? (The Story of Three Loves)
- 1953: Arena
- 1953: Lili
- 1953: Theaterfieber (The Actress)
- 1953: Eine Leiche auf Rezept (Remains to bei Seen)
- 1953: Du bist so leicht zu lieben (Easy to Love)
- 1953: Die Thronfolgerin (Young Bess)
- 1953: Verrat im Fort Bravo (Escape from Fort Bravo)
- 1953: Die Wasserprinzessin (Dangerous When Wet)
- 1953: Sombrero
- 1953: Eine Chance für Suzy (Give a Girl a Break)
- 1954: Ihre zwölf Männer (Her Twelve Men)
- 1954: Brigadoon
- 1954: Die Intriganten (Executive Suite)
- 1954: Alt Heidelberg (The Student Prince)
- 1955: Vorwiegend heiter (It’s Always Fair Weathe)
- 1955: Die Saat der Gewalt (Blackboard Jungle)
- 1955: Das Schloß im Schatten (Moonfleet)
- 1955: Und morgen werd’ ich weinen (I’ll Cry Tomorrow)
- 1956: Die Hölle ist in mir (Somebody Up There Likes Me)
- 1956: Die erste Kugel trifft (The Fastest Gun Alive)
- 1956: Die oberen Zehntausend (High Society)
- 1956: Vincent van Gogh – Ein Leben in Leidenschaft (Lust for Life)

## Auszeichnungen
Eine besondere Beziehung hatte Cedric Gibbons zum Oscar. Er war nicht nur einer der 36 Gründer der Academy of Motion Picture Arts and Sciences, die die Preise vergibt, sondern auch derjenige, der die Skulptur entwarf. Er selbst war im Laufe seiner Karriere 39-mal für den Oscar nominiert, was in seiner Kategorie (Bestes Szenenbild) einen Rekord bedeutet. Elfmal konnte er die Trophäe gewinnen.
Mehrfachnominierungen in einem Jahr sind teilweise auf die seit 1941 vorgenommene Unterscheidung in Szenenbild für Schwarz-Weiß-Film und für Farbfilme zurückzuführen. Sehr häufig arbeitete an den nominierten Filmen ein ganzes Team, so dass mehrere Art-Directors, darunter auch Gibbons, gleichzeitig für ihre Gemeinschaftsarbeit nominiert wurden.
Gewonnen für seine Arbeit an folgende Filmen:
- 1929: Die Brücke von San Luis Rey (The Bridge of San Luis Rey)
- 1934: Die lustige Witwe (The Merry Widow)
- 1940: Stolz und Vorurteil (Pride and Prejudice) (Bestes Szenenbild Schwarz-Weiß-Film)
- 1941: Blüten im Staub (Blossoms In the Dust) (Bestes Szenenbild Farbfilm)
- 1944: Das Haus der Lady Alquist (Gaslight) (Bestes Szenenbild Schwarz-Weiß-Film)
- 1946: Die Wildnis ruft (The Yearling) (Bestes Szenenbild Farbfilm)
- 1949: Kleine tapfere Jo (Little Women) (Bestes Szenenbild Farbfilm)
- 1951: Ein Amerikaner in Paris (An American in Paris) (Bestes Szenenbild Farbfilm)
- 1952: Stadt der Illusionen (The Bad and the Beautiful) (Bestes Szenenbild Schwarz-Weiß-Film)
- 1953: Julius Caesar (Bestes Szenenbild Schwarz-Weiß-Film)
- 1956: Die Hölle ist in mir (Somebody Up There Likes Me) (Bestes Szenenbild Schwarz-Weiß-Film)

Nominiert für seine Arbeit an folgenden Filmen:
- 1933: When Ladies Meet
- 1936: Romeo und Julia (Romeo and Juliet)
- 1936: Der große Ziegfeld (The Great Ziegfeld)
- 1937: Maria Walewska (Conquest)
- 1938: Marie-Antoinette (Marie Antoinette)
- 1939: Das zauberhafte Land (The Wizard of Oz)
- 1940: Bitter Sweet
- 1941: When Ladies Meet (Bestes Szenenbild Schwarz-Weiß-Film)
- 1942: Gefundene Jahre (Random Harvest) (Bestes Szenenbild Schwarz-Weiß-Film)
- 1943: Madame Curie (Bestes Szenenbild Schwarz-Weiß-Film)
- 1943: Thousands Cheer (Bestes Szenenbild Farbfilm)
- 1944: Der Kalif von Bagdad (Kismet) (Bestes Szenenbild Farbfilm)
- 1944: Kleines Mädchen, großes Herz (National Velvet) (Bestes Szenenbild Farbfilm)
- 1945: Das Bildnis des Dorian Gray (The Picture of Dorian Gray) (Bestes Szenenbild Schwarz-Weiß-Film)
- 1949: Madame Bovary und ihre Liebhaber (Madame Bovary) (Bestes Szenenbild Schwarz-Weiß-Film)
- 1950: Schicksal in Wien (The Red Danube) (Bestes Szenenbild Schwarz-Weiß-Film)
- 1950: Duell in der Manege (Annie Get Your Gun) (Bestes Szenenbild Farbfilm)
- 1951: Zu jung zum Küssen (Too Young to Kiss) (Bestes Szenenbild Farbfilm)
- 1951: Quo Vadis? (Quo Vadis) (Bestes Szenenbild Farbfilm)
- 1952: Die lustige Witwe (The Merry Widow) (Bestes Szenenbild Farbfilm)
- 1953: Lili (Bestes Szenenbild Farbfilm)
- 1953: War es die große Liebe? (The Story of Three Loves) (Bestes Szenenbild Farbfilm)
- 1953: Die Thronfolgerin (Young Bess) (Bestes Szenenbild Farbfilm)
- 1954: Brigadoon (Bestes Szenenbild Farbfilm)
- 1954: Die Intriganten (Executive Suite) (Bestes Farbfilm Schwarz-Weiß-Film)
- 1955: Und morgen werd’ ich weinen (I’ll Cry Tomorrow) (Bestes Szenenbild Farbfilm)
- 1955: Die Saat der Gewalt (Blackboard Jungle) (Bestes Szenenbild Schwarz-Weiß-Film)
- 1956: Vincent van Gogh – Ein Leben in Leidenschaft (Lust for Life) (Bestes Szenenbild Farbfilm)